# گمینا ترسپول
گمینا ترسپول (به لهستانی:  Gmina Terespol) یک گمینا در لهستان است که در شهرستان بیاوا پودلاسکا واقع شده‌است. گمینا ترسپول ۱۴۱٫۳۱ کیلومتر مربع مساحت و ۶٬۸۳۹ نفر جمعیت دارد.